# Freedom of Choice
Freedom of Choice (estilizado como F R E E D O M O F C H O I C E) é o terceiro álbum de estúdio da banda americana de new wave Devo, lançado em maio de 1980 pela Warner Bros. Records. O álbum continha seu maior sucesso, "Whip It", que alcançou a 8ª e a 14ª posição nas paradas Billboard Club Play Singles e Pop Singles, respectivamente. Freedom of Choice alcançou a posição 22 na parada de álbuns pop da Billboard.

## Antecedentes
Devo conquistou um número considerável de seguidores após o lançamento de seus dois primeiros álbuns de estúdio com a Warner Bros. No entanto, depois que o segundo álbum da banda, Duty Now for the Future (1979), não foi tão bem recebido, a gravadora apresentou à banda um ultimato "decisivo" para seu próximo terceiro álbum.  A Warner Bros. disse à banda que se as vendas não aumentassem com o lançamento do novo álbum, a gravadora rescindiria o contrato.  O vocalista do Devo, Mark Mothersbaugh, mais tarde afirmou que a Warner Bros. ameaçou o empresário da banda, Elliot Roberts, com um processo se o Devo não alcançasse sucesso nas paradas com o álbum. 
Embora o material dos dois primeiros álbuns do Devo consistisse principalmente de canções antigas escritas entre 1974 e 1977, a banda decidiu compor todo o material novo para o terceiro álbum crucial que viria a seguir.  As canções foram escritas depois que a banda completou sua segunda turnê mundial. 
A criação do Freedom of Choice fez com que a banda agora morasse em Los Angeles e optasse por começar do zero.  A banda alugou um espaço na Wilcox Avenue, em Hollywood, que havia sido convertido de antigas vitrines abandonadas, onde eles compunham e ensaiavam novos materiais.  

## Composição
Bob Mothersbaugh e eu sempre amamos R&B. E sempre ouvíamos estações de Detroit e amávamos Motown. Estávamos nos esforçando para seguir essa direção com batidas e linhas de baixo e pensar na música como robôs Devo fazendo R&B com tons futuristas. Mark realmente se interessou e pensou que se é isso que vamos fazer, vamos até o fim. Ninguém entendeu que essa era a nossa construção teórica ou a nossa inspiração quando ouviam aquela música, porque ela mudou muito a partir da inspiração.

Gerald Casale; American Songwriter, 20 de fevereiro de 2020
Freedom of Choice foi informado pelo amor mútuo do baixista Gerald Casale e do guitarrista Bob Mothersbaugh pela música R&B.  A banda decidiu que seguir uma direção mais voltada para o funk com suas novas músicas iria satisfazer tanto a si mesmos quanto à Warner Bros.  DJ Pangburn da Sound on Sound observou mais tarde que o álbum "está longe do R&B, embora seja funky e se mova de uma forma que seus dois predecessores não fazem."  Todos os membros da banda estavam totalmente comprometidos com a nova direção artística e mais tarde concordaram que era seu melhor álbum, o conjunto de músicas mais forte e a experiência mais agradável no estúdio, devido ao seu relacionamento de trabalho positivo.  No entanto, Casale disse que os fãs da banda foram muito críticos em relação a essa mudança de estilo.
As músicas do Freedom of Choice eram mais populares e acessíveis do que as de seus dois antecessores.  Casale lembrou que "Este foi um desafio autoimposto. Podemos escrever canções? Porque sempre pensamos que isso estava um pouco abaixo de [quem] Devo era, mas no final, não realmente. Você tem que ser capaz de entregar."  A autora Evie Nagy relatou que Mark Mothersbaugh alegou que era incapaz de escrever intencionalmente uma canção de sucesso.  Casale acrescentou que "estávamos nos transformando de propósito, com o propósito de fazer algo mais ousado e descolado, ainda com guitarras e energia, e ainda manter a energia do nosso show no palco". 

### Canções
A letra de "Whip It" foi escrita originalmente por Casale em uma noite "como uma imitação das paródias de Thomas Pynchon em seu livro Gravity's Rainbow".  Mark Mothersbaugh também a viu como uma canção inspiradora ao estilo de Dale Carnegie para a então Universidade. S. Presidente Jimmy Carter.  A música originou-se de quatro diferentes peças de demonstração, em grande parte escritas por Mark Mothersbaugh e posteriormente montadas e arranjadas por Casale.  O riff foi baseado em "Oh, Pretty Woman" de Roy Orbison. 

A letra da faixa-título foi escrita por Casale sobre a mudança política conservadora dos Estados Unidos antes da eleição de Ronald Reagan. 
Ele estava capacitando os evangélicos. Pat Robertson e todos aqueles caras estavam sendo levados a sério e pressionando congressistas e senadores. Então “Freedom of Choice” era sobre se você não levar isso a sério, há déspotas e tiranos que vão tirar [isso] de você.  – Gerald Casale, Variety, 20 de maio de 2020. 
"Gates of Steel" foi escrita após o término das sessões do álbum de estreia da banda, Q: Are We Not Men? A: We Are Devo! (1978), e começou como uma demo instrumental gravada por Mark Mothersbaugh com Debbie Smith e Sue Schmidt da banda Chi-Pig. Casale gostou da progressão e, durante os ensaios para Freedom of Choice, mesclou-a com algumas letras independentes que ele havia escrito. "Cold War" foi uma rara colaboração entre Casale e Bob Mothersbaugh, desenvolvida após o expediente no estúdio por volta de novembro de 1979. 
"That's Pep!" traz a letra retirada do poema "Pep", de Grace G. Bostwick, publicado na The American Magazine em 1919, antes da lei de direitos autorais dos EUA. A música foi escrita por Mark Mothersbaugh e, de acordo com Nagy, está "fora de qualquer estrutura [ou] léxico de sons e batidas do rock & roll", apesar de incorporar uma batida de Bo Diddley. Nagy compara "Ton o' Luv" a "Whip It" no sentido de que é uma "paródia do otimismo americano enjoativo que é cego às realidades industriais que o cercam".  

## Produção
Devo não gostou da experiência de trabalhar com seu produtor anterior, Ken Scott, e depois que as vendas da banda diminuíram com o álbum resultante, Duty Now for the Future, eles decidiram encontrar um novo produtor.  Mark Mothersbaugh afirmou mais tarde que, embora a banda admirasse Bootsy Collins, Prince e Motown, eles tiveram dificuldade em descobrir como refletir essas influências em sua própria música.  A banda decidiu se aproximar do pioneiro da música eletrônica Robert Margouleff, devido ao seu trabalho com Stevie Wonder e Tonto's Expanding Head Band (apresentando o sintetizador TONTO), bem como no cinema underground.   Mark Mothersbaugh lembrou que Margouleff satisfez tanto seu amor pela tecnologia quanto o interesse de Casale em alcançar um som mais amigável ao rádio.  Pangburn observou que, "com Margouleff na mesa de mixagem, Devo produziu um álbum de synth pop cativante que provou ser seu grande sucesso". 
O álbum foi demo no Modern Music Recording Studio em 1980, e essas faixas foram posteriormente lançadas na coletânea Recombo DNA em 2000.  Esta versão demo não possui "It's Not Right", "Ton o' Luv", "Don't You Know" e "Freedom of Choice", mas inclui demos do lado B de "Whip It", "Turn Around" e três faixas inéditas ("Luv & Such", "Time Bomb" e "Make Me Move").   A letra de "Luv & Such" foi posteriormente reescrita e a música se tornou "Mr. B's Ballroom".  Em 2009, outra demo intitulada "Red Shark" surgiu, uma versão inicial de "It's Not Right" com letras alternativas que foi oferecida como uma faixa somente para download para fãs que compraram ingressos para os shows do álbum Freedom of Choice . 
Margouleff inicialmente recebeu a proposta da banda com apreensão, mas se convenceu depois de ouvir essas demos.  Ele estava procurando um projeto interessante para seguir, agora que seu trabalho com o Wonder havia concluído, e sabia que a banda estava alinhada com suas experiências em música eletrônica.  Ele também citou a "forte mensagem política" do Devo como outro fator motivador para trabalhar com a banda. 
Margouleff visitava frequentemente as sessões de ensaio da banda e Mark Mothersbaugh o considerava "interessado, engajado e envolvente", além de "super otimista", comparando-o ao personagem General Boy da banda.  Margouleff lembrou que Devo ensaiou o material por várias semanas e continuou a escrever no estúdio mesmo depois que as sessões do álbum propriamente ditas começaram. 

## Gravação
Freedom of Choice foi gravado e mixado em seis semanas no Record Plant em Los Angeles usando uma máquina de 24 canais, com Margouleff coproduzindo as sessões com a banda e co-engenharia com Howard Seigel.  Baixo, bateria e guitarras foram todos gravados ao vivo juntos, enquanto sintetizadores e vocais foram overdubs posteriormente.  Bob Mothersbaugh lembrou que Margouleff "criou uma boa atmosfera para tocar ao vivo".  Margouleff também encorajou a banda a buscar um som de produção mais cru, eliminando efeitos e camadas.  Ele experimentou diferentes posicionamentos de microfone e métodos de gravação para cada faixa e deixou as fitas rodando constantemente na esperança de capturar algo espontâneo. 

Margouleff prestou especial atenção ao som da seção rítmica: 
Estava basicamente nos grooves, na parte inferior. ... Montamos os ritmos das músicas para que elas não ficassem constrangidas com o agudo. Se você tocar o disco, você ouvirá que o baixo, o bumbo e o resto da bateria são muito, muito proeminentes e secos nas mixagens, então você se sente como se estivesse ao lado do kit.  – Robert Margouleff, Sound on Sound, julho de 2008. 
Casale optou por usar um sintetizador de baixo Moog no álbum, inspirado no trabalho de Margouleff com Wonder,  e Margouleff sugeriu que ele usasse o mesmo amplificador que havia usado nos ensaios para obter o mesmo som "grosso" das sessões de demonstração da banda.  Outros sintetizadores usados no álbum incluem um Minimoog, um Moog Liberation,  um ElectroComp 500 (para os sons de estalo de chicote em "Whip It") e um Moog feito sob medida chamado "Devobox".  O historiador musical Andy Zax observou que, em Freedom of Choice, "os sintetizadores foram agora promovidos a um papel de destaque, enquanto uma sensibilidade pop cada vez mais sofisticada se infiltrou nas novas canções do grupo". 
Assim como o trabalho de Margouleff com Wonder, o álbum foi mixado de forma seca, e Margouleff relembrou: "Eu sempre me esforcei para deixar a banda o mais perto possível, caindo do arco do proscênio e em direção ao público, para que os ouvintes sentissem como se estivessem se movendo dentro da banda." 

## Arte e título
Aproveitar a ideia de usar os ternos com as mãos em posição protetora sobre a virilha, todos parecendo robóticos e nada livres com o slogan “Freedom of Choice”, foi uma piada óbvia para nós. Além disso, duas bandeiras americanas. Deu certo: era ano eleitoral, então parecia que sabíamos o que estávamos fazendo além do que sabíamos.

—Gerald Casale; DEVO: The Brand, 2018
A capa mostra a banda vestindo ternos prateados feitos de Naugahyde, desenhados por Casale e inspirados em ternos usados por grupos de R&B negros da década de 1950.  Os chapéus vermelhos "energy dome" da banda foram inspirados nas luminárias Art Déco que Casale lembrava da escola primária que frequentou, construída na década de 1920.  Os chapéus foram desenhados por Brent Scrivner e feitos de plástico ABS branco vacuform, pintado com spray com laca vermelha chinesa.  A banda também usava camisas pretas de gola alta, que eram populares entre os frequentadores da praia na década de 1960. 
O título Freedom of Choice foi escolhido porque Mark Mothersbaugh e Casale gostavam dessa faixa.  Outros títulos propostos para o álbum incluem Time for Devo  e You R It. 

## Divulgação
Freedom of Choice foi lançado em 16 de maio de 1980. 
"Girl U Want" foi o single inicial escolhido pela Warner Bros., e Nagy teorizou que sua sensação semelhante à de "My Sharona" do Knack fez a gravadora pensar que tinha potencial comercial.  O single não conseguiu entrar nas paradas e, depois que a banda começou sua turnê, o promotor musical da Flórida, Kal Rudman, pediu aos DJs do sudeste que tocassem "Whip It", cuja popularidade se espalhou para Nova York e o resto dos Estados Unidos, incluindo casas noturnas gays.  "Whip It" foi lançado formalmente como single em 13 de agosto de 1980 e se tornou um verdadeiro sucesso, chegando ao 14º lugar na Billboard Hot 100 na semana de 15 de novembro de 1980.  A Warner Bros. então deu à banda uma injeção de dinheiro para fazer um vídeo promocional para a música.  Apesar do sucesso, Casale expressou mais tarde que a banda não viu a música de forma diferente de qualquer outra música do disco. 
O vídeo de "Whip It" foi baseado em uma edição de 1962 da revista Dude que Mark Mothersbaugh encontrou em uma loja de antiguidades, que continha uma história sobre um rancho onde o dono tirava as roupas de sua esposa.  O vídeo também reproduziu o equívoco popular entre os programadores de rádio de que a música era sobre masturbação e sadomasoquismo.  Foi filmado no estúdio de ensaio de Devo por US$ 15.000. 
Os vídeos promocionais foram então filmados para "Freedom of Choice" e "Girl U Want", ambos apresentando skatistas de Santa Monica e seus amigos.  O primeiro contou com os skatistas profissionais Tony Alva e Stacy Peralta.  Alguns dos homens que apareceram no último vídeo estavam vestidos de drag queen.  Casale queria que a Warner Bros. selecionasse "Freedom of Choice" como o próximo single, mas a gravadora recusou.   Em vez disso, a Warner Bros. optou por continuar promovendo "Whip It" e fazer com que a banda se concentrasse em concluir seu próximo álbum, New Traditionalists, que eles já haviam começado a gravar em janeiro de 1981. 
Devo fez uma aparição no The Merv Griffin Show e três aparições no programa Fridays. Uma aparição planejada no The Midnight Special em 1981 foi cancelada quando a apresentadora Lily Tomlin viu o vídeo de "Whip It" e se opôs ao conteúdo. 
O kit de imprensa do álbum incluía um encarte chamado "Devo Meets the Press", que apresentava a banda dando respostas amplamente jocosas a perguntas frequentes.  A banda apareceu em uma campanha publicitária para o sintetizador Moog Liberation, que eles também usaram em fotos promocionais na época. 

## Recepção
| Críticas profissionais            | Críticas profissionais |
| Avaliações da crítica             | Avaliações da crítica  |
| Fonte                             | Avaliação              |
| --------------------------------- | ---------------------- |
| AllMusic                          | [ 62 ]                 |
| The Encyclopedia of Popular Music | [ 63 ]                 |
| The Rolling Stone Album Guide     | [ 64 ]                 |
| Smash Hits                        | 6/10                   |
| Spin Alternative Record Guide     | 7/10                   |
| The Village Voice                 | B+                     |

### Comercial
Freedom of Choice se tornou o sucesso comercial de Devo, embora seu sucesso não fosse replicado em discos subsequentes.  O álbum foi o mais vendido da banda  e é seu álbum de maior sucesso até hoje.  Alcançou a posição 22 na parada Billboard 200, enquanto "Whip It" alcançou a posição 14 na Billboard Hot 100 e a posição 8 na parada Billboard Dance Club Songs.  Tanto o álbum quanto o single "Whip It" venderam mais de um milhão de cópias.  O álbum recebeu o status de platina pela Recording Industry Association of America em 13 de maio de 1986. 

### Crítica
Em uma crítica de 1981, Robert Christgau do The Village Voice brincou que "se eles ensinarem uma caixa de ritmo a ficar funky, um Mothersbaugh estará lá para conectá-la".  Escrevendo no Trouser Press, os críticos Scott Isler e Ira Robbins descreveram o álbum como "a combinação mais evocativa de palavras e música da banda".  Em uma análise retrospectiva para a AllMusic, Steve Huey elogiou o álbum, chamando-o de "seu material mais coeso e consistente até o momento". 
A Record World descreveu uma versão ao vivo de "Gates of Steel" dizendo que "seu wall-of-sound de guitarra e o frenesi vocal de Mark Mothersbaugh deveriam satisfazer os ouvintes de AOR". 

## Turnê
Para a turnê, Devo vestiu suas cúpulas de energia vermelhas, bem como macacões de papel branco borrifados com tinta de tecido cinza, adornados com fita adesiva vermelha como uma peça de ombro e cós.  O palco apresentava cinco painéis de luz na parte de trás, feitos de compensado com armações de metal e, na segunda parte do show, os painéis eram colocados, iluminados por baixo e usados como palco.  A turnê incluiu várias datas no Japão, incluindo Osaka, Tóquio, Fukuoka e Sendai.  Algumas apresentações apresentavam a banda vestindo "roupas de boa vontade", incluindo camisas brancas de manga curta com ombreiras e acabamento preto, e calças brancas com listras pretas. 
A turnê foi registrada em vários lançamentos comerciais diferentes. O primeiro foi um LP promocional de um show quase completo de 16 de agosto no Warfield Theatre em São Francisco, gravado para o programa de rádio King Biscuit Flower Hour e lançado como parte da série Warner Bros. Music Show .  Pouco tempo depois, seis faixas do álbum apareceram como o mini-álbum DEV-O Live e, em 2000, a Rhino Handmade lançou um CD de edição limitada do DEV-O Live, contendo o mini-álbum e o LP em um disco.  Em 2005, uma apresentação do Phoenix Theater em Petaluma, Califórnia, na noite seguinte, foi lançada como Devo Live 1980 no formato DualDisc, com um lado contendo o show em formato DVD e o outro contendo uma versão editada do áudio do show em formato CD. 
O show noturno na Raincross Square em Riverside, Califórnia, em 19 de agosto, foi cancelado devido a um mau funcionamento do banco de luzes durante o show da tarde, o que levou os detentores de ingressos a se revoltarem. No entanto, o show foi refeito uma semana depois, em 25 de agosto 
Após o sucesso do single "Whip It", os shows no meio da turnê da banda tiveram que ser remarcados para acomodar locais maiores.  Gerald Casale mais tarde lembrou: "Estávamos no meio de uma pequena turnê de clubes - máximo de 900 lugares - e em duas semanas tivemos que remarcar tudo para lugares de 3.000 a 5.000 lugares porque 'Whip It' se tornou muito grande, muito rápido."  Isso incluiu uma temporada de três noites no Santa Monica Civic Auditorium. 

## Legado
Em 16 de setembro de 2009, a Warner Bros. e a Devo anunciaram relançamentos em vinil e CD de luxo de Q: Are We Not Men? A: We Are Devo! e Freedom of Choice, bem como uma turnê na qual eles tocariam os dois álbuns em noites consecutivas em cidades selecionadas.  Em 22 de dezembro de 2009, foi lançado o box Ultra Devo-Lux Ltd. Edition, que continha as versões remasterizadas de Q: Are We Not Men? e Freedom of Choice com faixas bônus, um DVD de 2009 Q: Are We Not Men? Concerto no HMV Forum, um DVD de videoclipes, um single de 7 polegadas e um pôster.  
Em 2008, Richard Buskin, da Sound on Sound, observou que "Devo e Robert Margouleff criaram um disco que não era apenas mais musicalmente coeso do que os dois primeiros álbuns, mas também ostentava um maior nível de sofisticação, já que os sintetizadores se misturavam com guitarras para criar um som mais desumanizado, mas menos dissonante".  Em 2015, David Chiu, da PopMatters, comentou sobre o "vídeo surrealista e agora icônico de "Whip It", que era um grampo da MTV durante os primeiros anos do canal então iniciante".  Ele acrescentou: "O fato de Os Simpsons terem prestado homenagem à música e ao vídeo em um episódio demonstra o quanto 'Whip It' transcendeu a cultura pop."  Também naquele ano, Nagy escreveu um livro sobre a produção do álbum para a série 33⅓, incluindo entrevistas com Casale e Mark e Bob Mothersbaugh, uma análise música por música e um prefácio de Fred Armisen. 

## Lista de faixas
| Lado A |                     |                                  |         |  |
| N.º    | Título              | Escritor(es)                     | Duração |  |
| 1.     | "Girl U Want"       | Mark Mothersbaugh, Gerald Casale | 2:55    |  |
| 2.     | "It's Not Right"    | M. Mothersbaugh                  | 2:20    |  |
| 3.     | "Whip It"           | M. Mothersbaugh, G. Casale       | 2:37    |  |
| 4.     | "Snowball"          | M. Mothersbaugh, G. Casale       | 2:28    |  |
| 5.     | "Ton o' Luv"        | G. Casale                        | 2:29    |  |
| 6.     | "Freedom of Choice" | M. Mothersbaugh, G. Casale       | 3:28    |  |

| Lado B         |                    |                                                       |         |  |
| N.º            | Título             | Escritor(es)                                          | Duração |  |
| 1.             | "Gates of Steel"   | G. Casale, M. Mothersbaugh, Sue Schmidt, Debbie Smith | 3:26    |  |
| 2.             | "Cold War"         | Bob Mothersbaugh, G. Casale                           | 2:30    |  |
| 3.             | "Don't You Know"   | M. Mothersbaugh                                       | 2:14    |  |
| 4.             | "That's Pep!"      | M. Mothersbaugh                                       | 2:17    |  |
| 5.             | "Mr. B's Ballroom" | M. Mothersbaugh                                       | 2:45    |  |
| 6.             | "Planet Earth"     | G. Casale                                             | 2:45    |  |
| Duração total: | Duração total:     | Duração total:                                        | 32:14   |  |

Faixas bônus do CD da Virgin Records de 1993: Freedom of Choice/Oh, No! It's Devo:
| N.º | Título                         | Escritor(es)               | Duração |  |
| 24. | "Turnaround"                   | M. Mothersbaugh, G. Casale | 2:13    |  |
| 25. | "Peek-a-Boo! (Dance Velocity)" | M. Mothersbaugh, G. Casale | 4:38    |  |

Faixas bônus do CD da Warner Bros. de 2009:
| N.º | Título                                | Escritor(es)                               | Duração |  |
| 13. | "Freedom of Choice Theme Song" (Live) | M. Mothersbaugh, G. Casale                 | 2:46    |  |
| 14. | "Whip It" (Live)                      | M. Mothersbaugh, G. Casale                 | 2:41    |  |
| 15. | "Girl U Want" (Live)                  | M. Mothersbaugh, G. Casale                 | 2:56    |  |
| 16. | "Gates of Steel" (Live)               | G. Casale, M. Mothersbaugh, Schmidt, Smith | 3:17    |  |
| 17. | "Be Stiff" (Live)                     | G. Casale, Lewis                           | 2:50    |  |
| 18. | "Planet Earth" (Live)                 | G. Casale                                  | 2:32    |  |

- Essas faixas bônus constituem o EP DEV-O Live.

Faixas bônus do CD Ultra Devo-lux Ltd. Ed. de 2009:
| N.º | Título                                | Escritor(es)                               | Duração |  |
| 13. | "Freedom of Choice Theme Song" (Live) | M. Mothersbaugh, G. Casale                 | 2:46    |  |
| 14. | "Whip It" (Live)                      | M. Mothersbaugh, G. Casale                 | 2:41    |  |
| 15. | "Girl U Want" (Live)                  | M. Mothersbaugh, G. Casale                 | 2:56    |  |
| 16. | "Gates of Steel" (Live)               | G. Casale, M. Mothersbaugh, Schmidt, Smith | 3:17    |  |
| 17. | "Be Stiff" (Live)                     | G. Casale, Lewis                           | 2:50    |  |
| 18. | "Planet Earth" (Live)                 | G. Casale                                  | 2:32    |  |
| 19. | "Snowball" (Demo)                     | M. Mothersbaugh, G. Casale                 | 2:49    |  |
| 20. | "Gates of Steel" (Demo)               | G. Casale, M. Mothersbaugh, Schmidt, Smith | 3:28    |  |
| 21. | "Time Bomb" (Demo)                    | M. Mothersbaugh, G. Casale                 | 2:54    |  |

## Ficha técnica
Créditos adaptados das notas do encarte do CD Pioneers Who Got Scalped: The Anthology. 
Devo
- Mark Mothersbaugh – vocais, teclados, guitarra
- Gerald Casale – vocais, baixo, teclados
- Bob Mothersbaugh – guitarra solo, vocais
- Bob Casale – guitarra base, teclados, vocais
- Alan Myers – bateria

Créditos adaptados das notas do encarte do álbum original: 
Técnicos
- Devo – produtores
- Robert Margouleff – produtor, engenheiro
- Howard Siegal – engenheiro
- Karat Faye – engenheiro assistente
- Ken Perry – masterização
- Artrouble – capa do álbum

## Gráficos
| Gráfico (1980–1981)                   | Pico |
| ------------------------------------- | ---- |
| Australian Albums (Kent Music Report) | 5    |
| Nova Zelândia (RMNZ)                  | 9    |
| Reino Unido (Official Albums Chart)   | 47   |
| Estados Unidos (Billboard 200)        | 22   |

| Gráfico (1980)            | Posição |
| ------------------------- | ------- |
| New Zealand Albums (RMNZ) | 49      |

| Gráfico (1981)            | Posição |
| ------------------------- | ------- |
| New Zealand Albums (RMNZ) | 21      |
| US Billboard 200          | 64      |

## Certificações
| Região                                                        | Certificação | Unidades/vendas certificadas |
| ------------------------------------------------------------- | ------------ | ---------------------------- |
| Canadá (Music Canada)                                         | Ouro         | 50,000^                      |
| Nova Zelândia (RMNZ)                                          | Platina      | 15,000^                      |
| Estados Unidos (RIAA)                                         | Platina      | 1,000,000^                   |
| ^Os valores das remessas são baseados apenas na certificação. |              |                              |